# جزایر بلچر
جزایر بلچر (به انگلیسی: Belcher Islands) مجمع‌الجزایری در بخش جنوب شرقی خلیج هادسون است. جزایر بلچر در پهنه‌ای به مساحت ۳٬۰۰۰ کیلومتر مربع گسترده شده‌اند و از نظر تقسیمات سیاسی بخشی از منطقه کیکیکتالوک در قلمرو نوناووت کانادا به‌شمار می‌روند.